# Mamadou Sylla (Fußballspieler, 1994)
Mamadou Sylla Diallo (* 20. März 1994 in Kédougou) ist ein spanisch-senegalesischer Fußballspieler.

## Karriere
Sylla begann seine Karriere beim EC Granollers. Anschließend spielte er beim FC Barcelona. Nachdem er beim CE Mataró gespielt hatte, wechselte er zu Espanyol Barcelona. Im Jänner 2013 spielte er erstmals für die Drittligamannschaft. Im Frühling 2015 wurde er an den Zweitligisten Racing Santander verliehen. Sein Zweitligadebüt gab er am 32. Spieltag 2014/15 gegen die UE Llagostera. Nach seiner Rückkehr zu Espanyol gab er sein Erstligadebüt am 6. Spieltag 2015/16 gegen Deportivo La Coruña. Seit 2017 steht er bei KAA Gent unter Vertrag. Nach einer halbjährigen Ausleihe im Sommer 2018 zum SV Zulte Waregem war er von Januar 2019 für sechs weitere Monate an Ligarivale VV St. Truiden verliehen.
Am 5. Januar 2020 wurde er bis zum Ende der Saison an den russischen Verein FK Orenburg ausgeliehen. Bis zur Unterbrechung der Saison infolge der COVID-19-Pandemie bestritt er vier Spiele für Orenburg; nach dieser nur noch ein Spiel. Danach stand er bis zum Saisonende nicht mehr im Kader.
In der neuen Saison gehörte Sylla wieder zum Kader von KAA Gent, wurde aber bei keinem Spiel im Spieltagskader berücksichtigt. Anfang Oktober 2020, unmittelbar vor Ende des aufgrund der Pandemie verlängerten Transferfensters, vereinbarte er, nachdem er bis zu diesem Zeitpunkt keinen neuen Verein gefunden hatte, mit Gent die Auflösung seines Vertrages. Fünf Tage später unterschrieb er beim spanischen Verein FC Girona, der in der Segunda División, der zweithöchsten spanischen Liga, spielt, einen Vertrag bis Sommer 2022. Nach einer Saison verließ der Spieler Girona wieder und wechselte zu Deportivo Alavés. Im Januar 2022 wurde er bis zum Saisonende an Rayo Vallecano ausgeliehen.